# Campeonato Europeo de Tiro al Plato de 2018
El XLIV Campeonato Europeo de Tiro al Plato se celebró en Leobersdorf (Austria) entre el 1 y el 12 de agosto de 2018 bajo la organización de la Confederación Europea de Tiro (ESC) y la Federación Austríaca de Tiro Deportivo.
Las competiciones se realizaron en el Shooting Park Austria de la localidad austríaca.

## Resultados

### Masculino
| Evento               | Oro                             | Plata                               | Bronce                                    |
| -------------------- | ------------------------------- | ----------------------------------- | ----------------------------------------- |
| Foso (03.08)         | Boštjan Maček Eslovenia 46 pts. | Anton Glasnović · Croacia · 44 pts. | Jiří Lipták · República Checa · 35 pts.   |
| Foso (equipos)       | Italia · 66                     | Portugal 56                         | Francia 60                                |
| Doble foso (06.08)   | Antonino Barillà · Italia · 146 | Artiom Nekrasov · Rusia · 141       | Hubert Andrzej Olejnik · Eslovaquia · 139 |
| Doble foso (equipos) | Italia · 415                    | Rusia · 393                         | Austria · 299                             |
| Skeet (10.08)        | Jesper Hansen Dinamarca 55      | Erik Watndal · Noruega · 52         | Alexandr Zemlin · Rusia · 42              |
| Skeet (equipos)      | República Checa · 56            | Italia · 54                         | Rusia · 55                                |

### Femenino
| Evento             | Oro                               | Plata                                       | Bronce                                          |
| ------------------ | --------------------------------- | ------------------------------------------- | ----------------------------------------------- |
| Foso (03.08)       | Mélanie Couzy Francia 41 pts.     | Kirsty Barr Reino Unido 39 pts.             | Zuzana Rehák-Štefečeková · Eslovaquia · 31 pts. |
| Foso (equipos)     | Italia · 59                       | Reino Unido 50                              | Finlandia · 61                                  |
| Doble foso (06.08) | Claudia De Luca · Italia · 131    | Zuzana Rehák-Štefečeková · Eslovaquia · 119 | Sofia Maglio · Italia · 114                     |
| Skeet (10.08)      | Danka Barteková · Eslovaquia · 54 | Lucie Anastassiou Francia 52                | Victoria Larsson · Suecia · 43                  |
| Skeet (equipos)    | Eslovaquia · 47                   | Alemania · 45                               | Italia · 57                                     |

### Mixto
| Evento                         | Oro                                                                 | Plata                                                        | Bronce                                            |
| ------------------------------ | ------------------------------------------------------------------- | ------------------------------------------------------------ | ------------------------------------------------- |
| Foso por equipos (05.08)       | Jessica Rossi · Giovanni Pellielo · Italia · 47 pts.                | Zuzana Rehák-Štefečeková · Erik Varga · Eslovaquia · 44 pts. | Safiye Sarıtürk Oğuzhan Tüzün Turquía 29 pts.     |
| Doble foso por equipos (06.08) | Zuzana Rehák-Štefečeková · Hubert Andrzej Olejnik · Eslovaquia · 67 | Claudia De Luca · Antonino Barillà · Italia · 63             | Sofia Maglio · Ignazio Tronca · Italia · 48       |
| Skeet por equipos (12.08)      | Lucie Anastassiou Anthony Terras Francia 55                         | Diana Bacosi · Gabriele Rossetti · Italia · 53               | Nadine Messerschmidt · Sven Korte · Alemania · 44 |

## Medallero
| Núm. | País            | Oro | Plata | Bronce | Total |
| ---- | --------------- | --- | ----- | ------ | ----- |
| 1    | Italia          | 6   | 3     | 3      | 12    |
| 2    | Eslovaquia      | 3   | 2     | 2      | 7     |
| 3    | Francia         | 2   | 1     | 1      | 4     |
| 4    | República Checa | 1   | 0     | 1      | 2     |
| 5    | Dinamarca       | 1   | 0     | 0      | 1     |
| 5    | Eslovenia       | 1   | 0     | 0      | 1     |
| 7    | Rusia           | 0   | 2     | 2      | 4     |
| 8    | Reino Unido     | 0   | 2     | 0      | 2     |
| 9    | Alemania        | 0   | 1     | 1      | 2     |
| 10   | Croacia         | 0   | 1     | 0      | 1     |
| 10   | Noruega         | 0   | 1     | 0      | 1     |
| 10   | Portugal        | 0   | 1     | 0      | 1     |
| 13   | Austria         | 0   | 0     | 1      | 1     |
| 13   | Finlandia       | 0   | 0     | 1      | 1     |
| 13   | Suecia          | 0   | 0     | 1      | 1     |
| 13   | Turquía         | 0   | 0     | 1      | 1     |
|      | TOTAL           | 14  | 14    | 14     | 42    |